# Let’s Stay Together (album)
Let’s Stay Together – czwarty album amerykańskiego muzyka soulowego Ala Greena wydany 31 stycznia 1972 roku nakładem Hi Records.
Album jest jednym z najpopularniejszych w dorobku muzyka, zawierający m.in. tytułowy „Let’s Stay Together” i „How Can You Mend a Broken Heart” będący coverem utworu Bee Gees. 

## Lista utworów
Za produkcję wszystkich utworów odpowiada Willie Mitchel.
| Strona pierwsza | Strona pierwsza        | Strona pierwsza                                   | Strona pierwsza |
| Nr              | Tytuł utworu           | Tekst                                             | Długość         |
| --------------- | ---------------------- | ------------------------------------------------- | --------------- |
| 1.              | „Let’s Stay Together”  | Albert Greene · Al Jackson, Jr. · Willie Mitchell | 3:18            |
| 2.              | „La-La for You”        | Greene · Mitchell                                 | 3:31            |
| 3.              | „So You're Leaving”    | Greene                                            | 2:57            |
| 4.              | „What Is This Feeling” | Greene                                            | 3:42            |
| 5.              | „Old Time Lovin'”      | Greene                                            | 3:19            |
|                 |                        |                                                   | 16:47           |

| Strona druga | Strona druga                                         | Strona druga                          | Strona druga |
| Nr           | Tytuł utworu                                         | Tekst                                 | Długość      |
| ------------ | ---------------------------------------------------- | ------------------------------------- | ------------ |
| 1.           | „I've Never Found a Girl (Who Loves Me Like You Do)” | Edward Floyd · Al Bell · Booker Jones | 3:41         |
| 2.           | „How Can You Mend a Broken Heart”                    | Barry Gibb · Robin Gibb               | 6:22         |
| 3.           | „Judy”                                               | Greene                                | 3:47         |
| 4.           | „It Ain't No Fun to Me”                              | Greene                                | 3:23         |
|              |                                                      |                                       | 17:13        |

| Reedycja z 2003 (utwory dodatkowe) | Reedycja z 2003 (utwory dodatkowe) | Reedycja z 2003 (utwory dodatkowe) |
| Nr                                 | Tytuł utworu                       | Długość                            |
| ---------------------------------- | ---------------------------------- | ---------------------------------- |
| 1.                                 | „Eli's Game”                       | 4:55                               |
| 2.                                 | „Listen to Me”                     | 2:30                               |
|                                    |                                    | 7:25                               |

## Personel
Na podstawie źródła
- Howard Grimes – perkusja
- Al Jackson Jr. – perkusja
- Leroy Hodges – gitara basowa
- Charles Hodges – organy, fortepian
- Teenie Hodges – gitara
- Wayne Jackson – trąbka
- Andrew Love – róg, saksofon tenorowy
- Ed Logan – róg, saksofon tenorowy
- James Mitchell – bas, saksofon barytowy
- Jack Hale, Sr. – puzon
- Al Green – wokal
- Charles Chalmers, Donna Rhodes, Sandra Rhodes – wokal wspierający
- Willie Mitchell – produkcja
- Willie Mitchell, Terry Manning – miks
- Peter Rynson – mastering